# سوكانيا
سوكانيا هي ممثلة هندية، ولدت في 8 يوليو 1969 بتشيناي في الهند. من الجوائز التي نالتها جائزة فيلم فير جنوب.

## جوائز
- جائزة فيلم فير جنوب

## وصلات خارجية
- سوكانيا على موقع IMDb (الإنجليزية)
- سوكانيا على موقع ميوزك برينز (الإنجليزية)
- سوكانيا على موقع قاعدة بيانات الفيلم (الإنجليزية)